# Eunice aphroditois
Eunice aphroditois, hay sâu Bobbit (Bobbit worm), sâu biển lớn (veliki morski crv) là một loài giun săn mồi, động vật thủy sinh thuộc lớp Polychaete cư trú ở đáy đại dương.

## Tên gọi
Tên của nó xuất phát từ một phiên tòa năm 1996, liên quan đến một phụ nữ tên là Lorena Bobbitt, người đã cắt bỏ dương vật của chồng mình bằng một con dao trong khi anh đang ngủ trên giường...

## Đặc điểm
Loài sâu này có thể phát triển để đạt chiều dài đến 3m. Phần lớn thời gian, chúng ở trong hang dưới đáy biển, chỉ để lại một phần cơ thể thò ra trên bề mặt để bắt mồi - chủ yếu là các loài cá và giấu phần cơ thể dài còn lại của nó vào đáy dại dương được bao phủ bởi sỏi, bùn hoặc san hô. Nó sử dụng năm cái râu của mình để dò tìm và tấn công con mồi đến gần. Loài này được xem là động vật ăn tạp.
Năm 2009, một con sâu Bobbit khổng lồ đã được tìm thấy ở hồ cá công cộng (public aquarium) Blue Reef ở Newquay, Cornwall, Anh. Nó được phát hiện khi sau một thời gian người ta không tìm ra lý do tại sao cá của họ bị thương hoặc biến mất ngày càng nhiều, và san hô bị cắt làm đôi cho đến khi họ bắt đầu tháo ra xem màn hình hiển thị trong bể. Con sâu được đặt tên "Barry".

## Hình ảnh

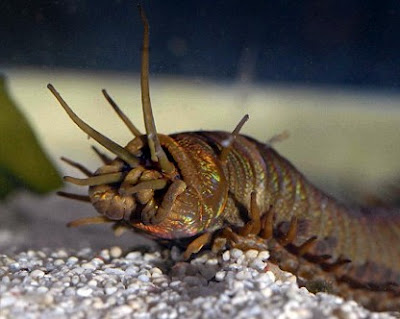